# 유메닛키
《유메닛키》(일본어: ゆめにっき)는 키키야마(ききやま)가 제작한 RPG 만들기 2003으로 만들어진 어드벤처 게임이다. 2004년에 첫 번째 버전 (ver.0.00)이 공개된 후 많은 수정을 거쳐 2007년 10월 ver.0.10이 공개되기에 이르렀다.
주인공 소녀를 조작하여 꿈 속을 배회하는 어드벤처 게임이며 광대한 필드를 탐험하고 여기저기 흩어져 있는 아이템을 회수하는 것 외에 게임의 목적은 특히 없지만, 엔딩은 있다.